# Merchants of Doubt (film)
Pour plus de détails, voir Fiche technique et Distribution.
Merchants of Doubt est un film documentaire américain de 2014 réalisé par Robert Kenner (en) et inspiré du livre du même nom de 2010 de Naomi Oreskes et Erik M. Conway,,,. Le film retrace l'utilisation de tactiques de relations publiques initialement développées par l'industrie du tabac pour protéger son entreprise des recherches indiquant les risques sanitaires liés au tabagisme. La plus importante de ces tactiques est la culture des scientifiques et d’autres personnes qui réussissent à mettre en doute les résultats scientifiques. Faisant appel à un magicien professionnel, le film explore l'analogie entre ces tactiques et les méthodes utilisées par les magiciens pour distraire leur public et l'empêcher d'observer comment les illusions sont réalisées. Pour l’industrie du tabac, ces tactiques ont réussi à retarder la réglementation gouvernementale longtemps après l’établissement d’un consensus scientifique sur les risques sanitaires liés au tabagisme. Comme deuxième exemple, le film décrit comment les fabricants de retardateurs de flamme ont travaillé pour protéger leurs ventes après que les effets toxiques des retardateurs ont été signalés dans la littérature scientifique. La préoccupation centrale du film est l'utilisation continue de ces tactiques pour empêcher l'action gouvernementale visant à réglementer les émissions de gaz à effet de serre en réponse aux risques du changement climatique mondial.

## Production

### Sujets d'entretien
Les cinéastes interviewent plus d'une douzaine de personnes impliquées dans une série de conflits allant de la réglementation des produits du tabac au changement climatique mondial. Dans l'ordre dans lequel ils apparaissent dans le film, les sujets des entretiens sont :
- Stanton Glantz (en), professeur de médecine et militant pour la réglementation du tabagisme. En 1994, Glantz reçoit un carton de documents copiés des archives de la société de tabac Brown and Williamson qui révèlent leur conscience des risques pour la santé liés au tabagisme dès les années 1950.
- Sam Roe (en) et Patricia Callahan (en), journalistes du journal Chicago Tribune qui, en 2012, dénoncent « les fabricants qui mettent en péril la santé publique en continuant à utiliser des produits ignifuges toxiques dans les meubles de maison et les matelas de berceaux, déclenchant des efforts de réforme aux niveaux national et étatique ». Callahan et Roe sont finalistes pour le prix Pulitzer du reportage d'investigation (en) [6].
- James Hansen, un ancien scientifique de la NASA dont le témoignage sur le changement climatique devant des comités du Congrès en 1988 contribue à sensibiliser une large population au réchauffement climatique. Hansen est devenu un ardent défenseur de la réglementation des émissions de gaz à effet de serre.
- John Passacantando, ancien directeur exécutif de Greenpeace, une organisation de militants écologistes.
- William O'Keefe, directeur général du George C. Marshall Institute [7], une organisation qui s'oppose à la réglementation gouvernementale des émissions de gaz à effet de serre.

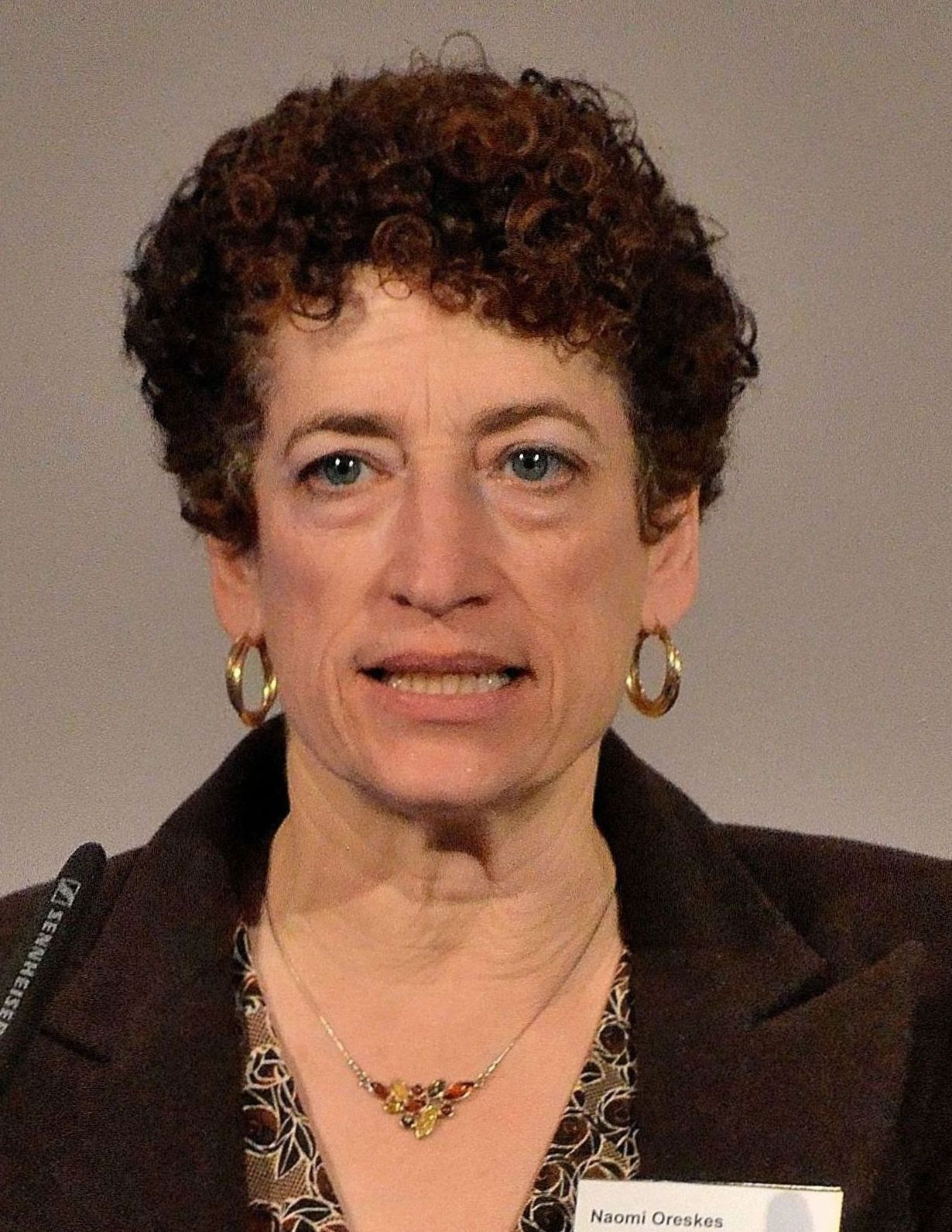
Naomi Oreskes (2015), co-auteure du livre Merchants of Doubt

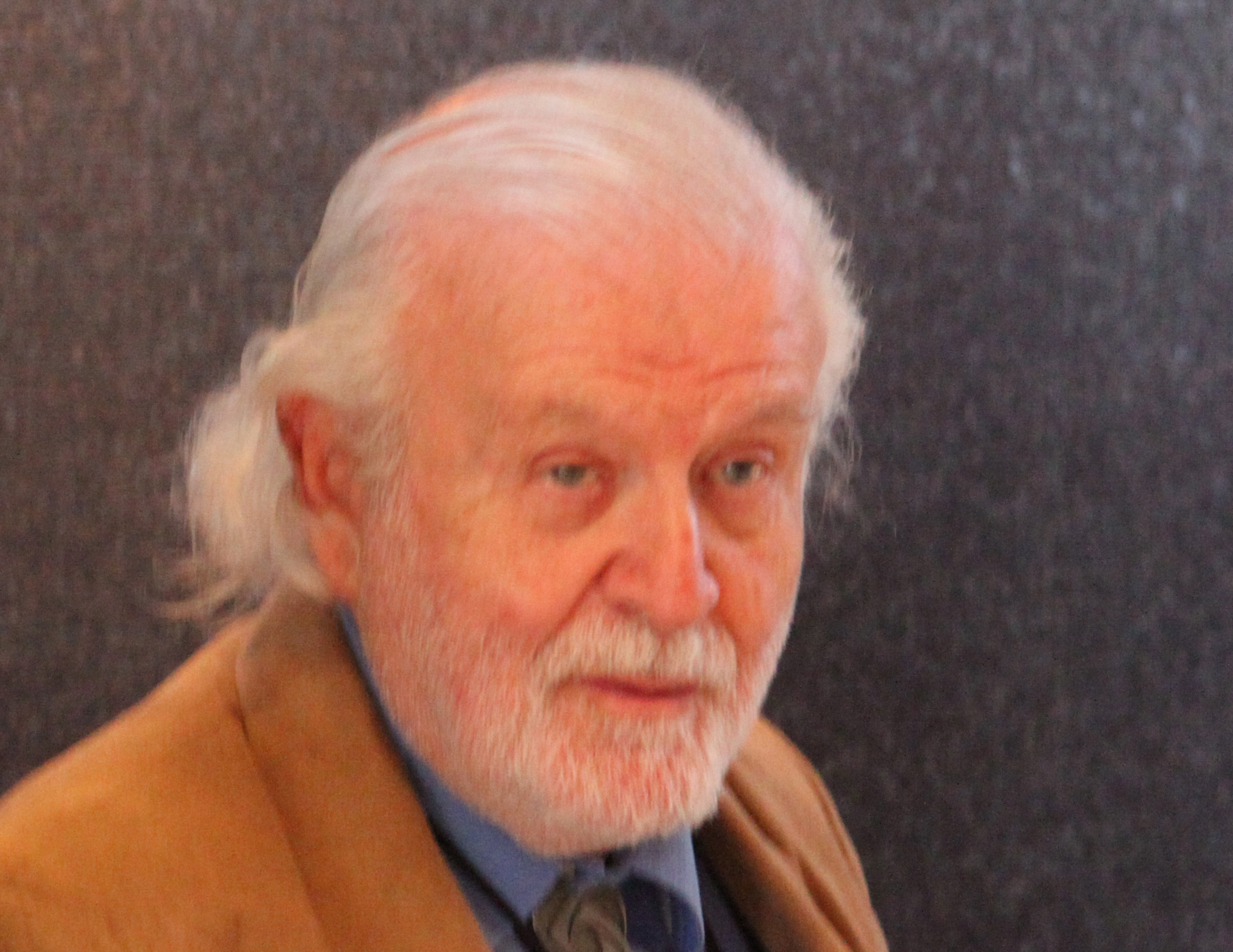
Fred Singer (2011), un éminent opposant à la réglementation des gaz à effet de serre

- Naomi Oreskes, professeure d'histoire des sciences et co-auteure du livre qui a inspiré le film.
- Fred Singer, physicien et scientifique environnemental qui fonde le Science & Environmental Policy Project (SEPP) en 1990 pour lutter, entre autres, contre la réglementation des émissions de gaz à effet de serre.
- Michael Shermer, écrivain et éditeur du magazine Skeptic. Shermer est initialement un « à contre-courant » concernant la réglementation des émissions de gaz à effet de serre, mais son point de vue change à mesure que les preuves scientifiques concernant le changement climatique progressent.
- Matthew Crawford, écrivain et ancien directeur du George C. Marshall Institute. Crawford démissionne en raison de l'influence des sponsors de l'Institut dans la détermination des activités et des positions de l'Institut.
- Marc Morano (en), un militant politique qui publie depuis 2009 le site Internet négationniste climatique ClimateDepot (en). Pour encourager les plaintes auprès des scientifiques dont les travaux sont considérés comme soutenant l'action contre les émissions de gaz à effet de serre, le site Web publie leurs adresses.
- Ben Santer, Michael E. Mann et Katharine Hayhoe, climatologues qui reçoivent des menaces personnelles en raison de leurs travaux sur le changement climatique mondial.
- Tim Phillips (en), le président d'Americans for Prosperity, qui s'oppose à la réglementation gouvernementale sur le changement climatique et d'autres questions.
- Bob Inglis, ancien représentant américain du 4ème district du Congrès de Caroline du Sud, qui perd son siège aux élections primaires après avoir annoncé qu'il a changé d'avis et estime désormais que le changement climatique mondial est un problème auquel le gouvernement devrait s'attaquer. Après avoir perdu son siège au Congrès, Inglis commence à travailler pour obtenir un soutien en faveur d'une action visant à lutter contre le changement climatique mondial dans les régions conservatrices des États-Unis.

### Magie professionnelle
Le film intègre des commentaires et des performances du magicien Jamy Ian Swiss (en). La prémisse de ces intermèdes est qu'il existe une analogie entre les techniques des magiciens professionnels et les tactiques des organisations de relations publiques : les magiciens apprennent à détourner l'attention de leur public des tromperies qui sous-tendent leurs tours et illusions, tandis que les organisations détournent l'attention du public de les risques liés aux produits. Ces tactiques sont systématiquement développées par l’industrie du tabac dans les années 1950 en réponse à des recherches scientifiques démontrant que le tabagisme présente un risque important pour la santé, ces recherches constituant une menace importante pour les ventes de tabac. La principale tactique de diversion est le recours à des personnalités convaincantes qui affirment que les incertitudes quant aux risques justifient un retard dans l'action.
Une critique non signée du Boston Globe explique : « Pour que son point de vue soit clair, Kenner fait suite à l'acte magique et aux bavardages fantaisistes de Swiss avec un montage vif de divers experts au fil des années niant que les cigarettes causent le cancer, ou vantant les vertus des pesticides, ou proclamant que l'amiante est « conçu pour durer toute une vie – une vie sans problème ». Et puis l’inévitable défilé de négationnistes du changement climatique babillant au Congrès ou aux informations par câble, tous soutenus par Sinatra chantant That Old Black Magic (en) » . Anthony Oliver Scott écrit dans le New York Times que « la présence de Swiss et l’animation jouer aux cartes qui volent parfois à travers l'écran ressemble à un gadget désinvolte et quelque peu condescendant, une tentative de tirer un peu de plaisir d'une histoire sombre et épouvantable.

## Accueil

### Menace de poursuite
L'un des sujets du film, Fred Singer, écrit au réalisateur pour lui indiquer qu'il envisage de porter plainte. Bien qu'aucune poursuite ne soit intentée, Kenner note dans une interview que « quand [Singer] laisse entendre qu'un litige coûte très cher, je pense que c'est une tentative d'intimidation ». Dans les années 1990, Singer a poursuivi Justin Lancaster en justice pour ses déclarations concernant l'inclusion de Roger Revelle en tant que co-auteur d'un article sur le changement climatique avec Singer et Chauncey Starr (en) ; Revelle est décédé peu de temps après la publication de l'article. Ce procès prend fin lorsque Lancaster retire ses déclarations comme étant « injustifiées », bien que Lancaster exprime ensuite ses regrets concernant le règlement.

### Points de vue des critiques
Le film est largement commenté dans les grands médias américains et recueille des critiques majoritairement positives. Sur le site Web de l'agrégateur d'avis Rotten Tomatoes, il détient un taux d'approbation de 86 % sur la base de 90 avis, avec une note moyenne de 7,0/10 ; le « consensus des critiques » du site se lit comme suit : « Merchants of Doubt est un documentaire qui suscite la réflexion, assemblé avec énergie et style, même s'il ne creuse pas aussi profondément qu'il le pourrait. Sur Metacritic, le film a une note moyenne pondérée de 70 sur 100 basée sur 24 critiques, indiquant « des critiques généralement favorables ».
Justin Chang écrit pour Variety que le film est « un démantèlement intelligent, solidement argumenté et presque trop raffiné de l'usine à conseils américaine – ce réseau de fabricants professionnels, d'obfuscateurs et de pseudo-scientifiques qui ont récemment tenté de brouiller le débat scientifique sur le réchauffement climatique – c'est un film tellement intrigué par ses méchants désignés qu'il exprime presque une forme perverse d'admiration, et la fascination s'avère contagieuse" . William Goss écrit pour The Austin Chronicle que « Merchants passe une grande partie de son temps de diffusion à exposer les tendances du subterfuge politique avant de travailler à un appel sérieux à l'action concernant le changement climatique. Utilisant le même type de musique tintinnabulante et de plans d'enfants en train de jouer que les publicités de campagne montrées plus tôt dans le film, ce programme de fin de soirée apparaît aussi noble qu'hypocrite. Quelles que soient les convictions personnelles de chacun, il est difficile de respecter un film qui invite finalement les spectateurs à remettre en question tous les cas de propagande, à l'exception du sien." .

## Médias
Merchants of Doubt sort sous forme de pack combo Blu-ray/DVD de 2 disques le 7 juillet 2015 .